# PFK Krylja Sovetov Samara
PFK Krylja Sovetov Samara (ryska: Профессиональный футбольный клуб "Крылья Советов" Самара) är en professionell fotbollsklubb i Samara i Ryssland. Klubben spelar sina hemmamatcher på Metallurgstadion och bildades 1942. Namnet "Krylja Sovetov" betyder "Sovjets Vingar" - och kallades så av svensk press fram till Rysslands bildande. Året 2004 slutade man trea i den ryska högstadivisionen.

## Placering senaste säsonger
| Säsong  | Nivå | Liga         | Placering | Webbplats |
| ------- | ---- | ------------ | --------- | --------- |
| 2011/12 | 1    | Premjer-Liga | 12        | [ 1 ]     |
| 2012/13 | 1    | Premjer-Liga | 14        | [ 2 ]     |
| 2013/14 | 1    | Premjer-Liga | 14        | [ 3 ]     |
| 2014/15 | 2    | FNL          | 1         | [ 4 ]     |
| 2015/16 | 1    | Premjer-Liga | 9         | [ 5 ]     |
| 2016/17 | 1    | Premjer-Liga | 15        | [ 6 ]     |
| 2017/18 | 2    | FNL          | 2         | [ 7 ]     |
| 2018/19 | 1    | Premjer-Liga | 13        | [ 8 ]     |
| 2019/20 | 1    | Premjer-Liga | 15        | [ 9 ]     |
| 2020/21 | 2    | FNL          | 1         | [ 10 ]    |
| 2021/22 | 1    | Premjer-Liga | 8         | [ 11 ]    |
| 2022/23 | 1    | Premjer-Liga |           |           |

## Spelare

### Nuvarande trupp
Uppdaterad: 22 januari 2022
| 1  | Ryssland | Ivan Lomayev       | 21 januari 1999 | Chertanovo Moskva (-20)      |
| 39 | Ryssland | Yevgeny Frolov     | 5 februari 1988 | Sotji (-20)                  |
| 81 | Ryssland | Bogdan Ovsyannikov | 5 januari 1999  | Volga Nizjnij Novgorod (-16) |

| 2  | Kroatien      | Silvije Begić         | 3 juni 1993       | Rubin Kazan (-21)       |
| 3  | Ryssland      | Nikita Chernov        | 14 januari 1996   | CSKA Moskva (-19)       |
| 4  | Ryssland      | Aleksandr Soldatenkov | 28 december 1996  | Chertanovo Moskva (-20) |
| 5  | Ryssland      | Yuri Gorshkov         | 13 mars 1999      | Chertanovo Moskva (-20) |
| 23 | Nederländerna | Glenn Bijl            | 13 juli 1995      | Emmen (-21)             |
| 35 | Belarus       | Dmitry Prishchepa     | 21 juni 2001      | FK Minsk (-21)          |
| 47 | Ryssland      | Sergei Bozhin         | 12 september 1994 | Torpedo Moskva (-20)    |

| 6  | Ryssland | Denis Yakuba      | 26 maj 1996       | Rotor Volgograd (-19)     |
| 7  | Ryssland | Dmitri Kabutov    | 26 mars 1992      | SKA-Khabarovsk (-19)      |
| 8  | Ryssland | Maksim Vityugov   | 1 februari 1998   | Chertanovo Moskva (-20)   |
| 9  | Ryssland | Sergey Pinyaev    | 2 november 2004   | Chertanovo Moskva (-21)   |
| 11 | Ryssland | Roman Yezhov      | 2 september 1997  | Chertanovo Moskva (-20)   |
| 13 | Ryssland | Danil Lipovoy     | 22 september 1999 | Dynamo Moskva (-21)       |
| 17 | Ryssland | Anton Zinkovsky   | 14 april 1996     | Chertanovo Moskva (-19)   |
| 21 | Ukraina  | Dmytro Ivanisenya | 11 januari 1994   | Zorja Luhansk (-21)       |
| 52 | Ryssland | Danila Smirnov    | 7 juni 2001       | PFK Krylja Sovetov Samara |

| 10 | Ryssland | Vladislav Sarveli | 1 oktober 1997 | Chertanovo Moskva (-20) |
| 15 | Ryssland | Maksim Glushenkov | 28 juli 1999   | Spartak Moskva (-21)    |
| 19 | Ryssland | Dmitri Tsypchenko | 29 juni 1999   | Chertanovo Moskva (-20) |
| 99 | Ryssland | Maksim Kanunnikov | 14 juli 1991   | SKA-Khabarovsk (-18)    |

Not: Spelare i kursiv stil är inlånade.

### Kända spelare
| Sovjetunionen/Ryssland - Mykola Petrov - Aleksandr Anjukov Tidigare Sovjetrepubliker - Alexander Hleb - Sjarhej Karnilenka - Dzmitry Molasj - Sjarhej Veramko - Dzmitryj Verchaŭtsoŭ - Davit Mudzjiri | - Alexandru Epureanu Europa - Jan Koller - Nenad Djordjević - Ognjen Koroman Afrika - Benoît Angbwa - Matthew Booth Asien - Oh Beom-seok |

## Meriter
- Den bästa prestationen i det Sovjetiska Mästerskapet: 4:e plats (1951)
- Den bästa prestationen i Ryska Premier League: 3:e plats (2004)
- Finalister i den Sovjetiska Cupen (1953) och (1964)
- Finalister i den Ryska Cupen (2003/2004)